# أنكينغ
أنكينغ (بالصينية المبسطة: 安庆؛ بالصينية التقليدية: 安慶) هي مدينة من مدن الصين تقع في آنهوي. يبلغ عدد سكانها 5311379 نسمة و ذلك حسب إحصائيات سنة 2010 census. تبلغ مساحتها 13590 كم².

## المناخ
يظهر الجدول التالي التغييرات المناخية على مدار السنة لأنكينغ:
| البيانات المناخية لـأنكينغ                  | البيانات المناخية لـأنكينغ | البيانات المناخية لـأنكينغ | البيانات المناخية لـأنكينغ | البيانات المناخية لـأنكينغ | البيانات المناخية لـأنكينغ | البيانات المناخية لـأنكينغ | البيانات المناخية لـأنكينغ | البيانات المناخية لـأنكينغ | البيانات المناخية لـأنكينغ | البيانات المناخية لـأنكينغ | البيانات المناخية لـأنكينغ | البيانات المناخية لـأنكينغ | البيانات المناخية لـأنكينغ |
| الشهر                                       | يناير                      | فبراير                     | مارس                       | أبريل                      | مايو                       | يونيو                      | يوليو                      | أغسطس                      | سبتمبر                     | أكتوبر                     | نوفمبر                     | ديسمبر                     | المعدل السنوي              |
| ------------------------------------------- | -------------------------- | -------------------------- | -------------------------- | -------------------------- | -------------------------- | -------------------------- | -------------------------- | -------------------------- | -------------------------- | -------------------------- | -------------------------- | -------------------------- | -------------------------- |
| الدرجة القصوى °م (°ف)                       | 22.8 (73.0)                | 27.4 (81.3)                | 32.1 (89.8)                | 33.8 (92.8)                | 35.8 (96.4)                | 38.3 (100.9)               | 39.5 (103.1)               | 40.9 (105.6)               | 38.0 (100.4)               | 34.3 (93.7)                | 29.7 (85.5)                | 24.5 (76.1)                | 40.9 (105.6)               |
| متوسط درجة الحرارة الكبرى °م (°ف)           | 7.6 (45.7)                 | 10.0 (50.0)                | 14.6 (58.3)                | 21.2 (70.2)                | 26.6 (79.9)                | 29.4 (84.9)                | 32.9 (91.2)                | 32.2 (90.0)                | 28.0 (82.4)                | 22.7 (72.9)                | 16.5 (61.7)                | 10.4 (50.7)                | 21.0 (69.8)                |
| المتوسط اليومي °م (°ف)                      | 4.3 (39.7)                 | 6.6 (43.9)                 | 10.7 (51.3)                | 17.0 (62.6)                | 22.4 (72.3)                | 25.7 (78.3)                | 29.2 (84.6)                | 28.5 (83.3)                | 24.3 (75.7)                | 18.8 (65.8)                | 12.4 (54.3)                | 6.5 (43.7)                 | 17.2 (63.0)                |
| متوسط درجة الحرارة الصغرى °م (°ف)           | 1.7 (35.1)                 | 3.8 (38.8)                 | 7.6 (45.7)                 | 13.6 (56.5)                | 19.0 (66.2)                | 22.7 (72.9)                | 26.2 (79.2)                | 25.5 (77.9)                | 21.4 (70.5)                | 15.6 (60.1)                | 9.2 (48.6)                 | 3.6 (38.5)                 | 14.2 (57.6)                |
| أدنى درجة حرارة °م (°ف)                     | −10.1 (13.8)               | −12.5 (9.5)                | −4.3 (24.3)                | −0.3 (31.5)                | 8.3 (46.9)                 | 13.2 (55.8)                | 17.1 (62.8)                | 17.6 (63.7)                | 11.7 (53.1)                | 3.2 (37.8)                 | −3.8 (25.2)                | −8.5 (16.7)                | −12.5 (9.5)                |
| الهطول مم (إنش)                             | 57.0 (2.24)                | 74.1 (2.92)                | 125.9 (4.96)               | 163.5 (6.44)               | 166.8 (6.57)               | 265.4 (10.45)              | 206.6 (8.13)               | 136.4 (5.37)               | 71.5 (2.81)                | 69.0 (2.72)                | 66.1 (2.60)                | 34.6 (1.36)                | 1٬436٫9 (56.57)            |
| متوسط أيام هطول الأمطار (≥ 0.1 mm)          | 10.4                       | 11.0                       | 14.3                       | 13.7                       | 12.8                       | 13.0                       | 11.2                       | 10.7                       | 7.5                        | 8.3                        | 7.7                        | 7.0                        | 127.6                      |
| متوسط الرطوبة النسبية (%)                   | 75                         | 74                         | 75                         | 75                         | 74                         | 79                         | 77                         | 78                         | 77                         | 74                         | 73                         | 72                         | 75                         |
| ساعات سطوع الشمس الشهرية                    | 104.6                      | 102.4                      | 109.9                      | 140.6                      | 166.0                      | 159.2                      | 215.6                      | 221.2                      | 169.7                      | 159.6                      | 144.4                      | 137.4                      | 1٬830٫6                    |
| نسبة وصول أشعة الشمس                        | 33                         | 33                         | 30                         | 36                         | 39                         | 38                         | 50                         | 54                         | 46                         | 45                         | 45                         | 44                         | 41                         |
| المصدر: China Meteorological Administration |                            |                            |                            |                            |                            |                            |                            |                            |                            |                            |                            |                            |                            |

## توأمة
لأنكينغ اتفاقيات توأمة مع كل من:
- إباراكي
- كوتاهيا

## أعلام
- تاو يوان